# CB Grenade
Le Club Baloncesto Granada est un club espagnol de basket-ball basé à Grenade (Andalousie). Il est liquidé à l'issue de la saison 2011-2012 en raison de problèmes financiers.

## Noms successifs
- 1996 - 1999 : Coviran Granada
- 1995 - 1996 : Spar Granada
- 1988 - 1991 : Puleva Granada

## Entraîneurs successifs
- 1989-1990 :  Duško Vujošević
- 2003-2008 :  Sergio Valdeolmillos

## Joueurs célèbres ou marquants
- Samo Udrih ( Slovénie)
- Curtis Borchardt( États-Unis)
- Corsley Edwards( États-Unis)
- Lou Roe( États-Unis)
- Silas Mills( États-Unis)
- Reece Gaines( États-Unis)
- Teemu Rannikko( Finlande)
- Andrea Pecile
- Veljko Mršić
- Giórgos Sigálas